# 2013년 파라과이 대통령 선거
2013년 4월 21일 파라과이에서 대통령 선거가 열렸다. 투표 결과, 콜로라도당의 오라시오 카르테스가 정통급진자유당(PLRA)의 에프라인 알레그레를 누르고 당선되어, 5년 만에 콜로라도당이 재집권하게 되었다. 기존에 원내 1당이었던 콜로라도당은 이어 동시에 치러진 총선거에서도 그 지위를 유지하게 되었다.

## 선거 전
1940년대부터 60여년간 장기 집권한 콜로라도당은 2008년 블랑카 오벨라르 후보가 페르난도 루고에게 패함으로써 야당이 되었다. 하지만 동시에 치러진 총선거에서는 기존의 1당의 지위를 유지하였고, 이를 통해 루고의 정책에 발목을 잡을 수 있게 되었다. 이후 2012년 루고를 탄핵하였다. 하지만 탄핵의 여파로 다른 남미 국가들의 비판을 받게 되었고, 이어 메르코수르에서 추방되었다.

## 후보
(이 부분은 선거 전을 기준으로 함)
다음은 후보의 명단이다. 굵은 글씨가 여당 후보이다.
| 대통령 후보            | 부통령 후보         | 정당             |
| ---------------------- | ------------------- | ---------------- |
| 에프라인 알레그레      | 라파엘 필리솔라     | 진정급진자유당   |
| 리카르도 알마다        | 리브라다 마르티네스 | 백색당           |
| 에두아르도 아르세      | 글로리아 바레이로   | 노동당           |
| 아니발 카리요 이라마인 | 라파엘 아과요       | 과수전선         |
| 미겔 카리소사          | 아르세니오 오캄포스 | 사랑하는 조국    |
| 오라시오 카르테스      | 후안 아파라         | 콜로라도당       |
| 로베르토 페레이라      | 루이스 바예호스     | 인도주의당       |
| 마리오 페레이로        | 신티아 브리수엘라   | 전진하는 국가    |
| 아타나시오 갈레아노    | 디그노 발데스       | 자유조국당       |
| 리노 오비에도 산체스   | 루이스 비야마요르   | 윤리시민국가연합 |
| 릴리안 소토            | 마기오리나 발부에나 | 쿠냐 피렌다      |

원래 윤리시민국가연합의 후보로는 리노 오비에도(군인 출신으로 1990년대 말 테러를 일으킨 것으로 유명한)가 선출되었으나, 2월 헬기 사고로 사망하여 조카인 리노 오비에도 산체스가 선출되었다.

## 지지율
여론 조사에서 콜로라도당 오라시오 카르테스가 선두를 달렸다. 정통급진자유당(당시 여당) 에프라인 알레그레 후보는 30%의 지지율로 그와 대결하게 되었다. 반면 또다른 야권 후보인 마리오 페레이로의 지지율은 10% 정도밖에 되지 않았다.

## 선거
콜로라도당 오라시오 카르테스가 45.8%를 기록하여 최다득표율로 당선되었다. 여당의 에프라인 알레그레 후보는 36.94%를 기록하여 낙선하였다. 반면 10%대의 지지율을 기록하던 마리오 페레이로는 5.88%를 기록하여 생각보다 저조한 득표율을 기록하였다.

## 선거 결과
| 득표순위            | 이름                 | 정당             | 득표수    | 득표율    | 비고   |
| ------------------- | -------------------- | ---------------- | --------- | --------- | ------ |
| 1                   | 오라시오 카르테스    | 콜로라도당       | 1,104,169 | 48.48%    | 당선   |
| 2                   | 에프라인 알레그레    | 진정급진자유당   | 889,451   | 39.05%    |        |
| 3                   | 마리오 페레이로      | 전진하는 국가    | 141,716   | 6.22%     |        |
| 4                   | 아니발 카리요        | 과수전선         | 79,573    | 3.49%     |        |
| 5                   | 미겔 카리소사        | 사랑하는 조국    | 27,026    | 1.19%     |        |
| 6                   | 리노 오비에도 산체스 | 윤리시민국가연합 | 19,416    | 0.85%     |        |
| 7                   | 로베르토 페레이라    | 인도주의당       | 4,264     | 0.19%     |        |
| 8                   | 릴리안 소토          | 쿠냐 피렌다      | 3,925     | 0.17%     |        |
| 9                   | 에두아르도 아르세    | 노동당           | 3,011     | 0.13%     |        |
| 10                  | 리카르도 알마다      | 백색당           | 2,767     | 0.12%     |        |
| 11                  | 아타나시오 갈레아노  | 자유조국당       | 2,416     | 0.11%     |        |
| -                   |                      |                  | 131,703   |           | 무효   |
| 합계(무효표 제외)   |                      |                  | 2,277,734 |           |        |
| 유권자 수 및 투표율 |                      |                  | 2,409,437 | 3,516,275 | 68.52% |